# Ponthieva ventricosa
Ponthieva ventricosa là một loài thực vật có hoa trong họ Lan. Loài này được (Griseb.) Fawc. & Rendle miêu tả khoa học đầu tiên năm 1910.